# Жан Кутел
Жан Кутел (3. јануар 1748 - 20. март 1835) био је француски пуковник, инжењер и војни писац. 

## Биографија
Жан је формирао 1. балонску чету 2. априла 1794. године, постао њен први командир и с њом учествовао у бици код Флериса и при опсади неких градова. Од 1795. године је командант новоформираног балонског батаљона. Учествовао је у Наполеоновом походу на Египат 1798. године. Његова опрема је потопљена у бици код Абукира. Писао је о употреби балонства у рату.